# Голборн (станція метро)
51°31′02″ пн. ш. 0°07′12″ зх. д. / 51.517222° пн. ш. 0.12° зх. д.
Голборн (англ. Holborn) — станція Лондонського метро, ліній Центральна та Пікаділлі. Розташована у 1-й тарифній зоні, під рогом Хай-Голборн та Кінгсвей у районі Голборн, Центральний Лондон, на Центральній лінії між метростанціями Тоттенгемм-корт-роуд та Чансері-лейн, на Пікаділлі — між Ковент-гарден та Рассел-сквер. Пасажирообіг на 2017 рік — 32.54 млн осіб На станції заставлено тактильне покриття.

## Історія
- 15. грудня 1906 — відкриття станції у складі Great Northern, Piccadilly and Brompton Railway (GNP&BR) (сьогоденна лінія Пікаділлі)[3]
- 30. листопада 1907 — відкриття платформ лінії GNP&BR на Олдвіч
- 25. вересня 1933 — відкриття платформ лінії Центральна
- 30. вересня 1994 — припинення трафіку до Олдвіч[4]

## Пересадки
На автобуси London Buses маршрутів 1, 59, 68, 91, 168, 171, 188, 243, 521, X68 та нічних маршрутів N1, N68, N91, N171

## Туристичні пам'ятки
У кроковій досяжності знаходяться:
- Британський музей
- Лінкольнс-Інн-Філдс[en]
- Блумсбері-сквер[en]
- Лондонська школа економіки та політичних наук
- Музей сера Джона Соуна

## Послуги

Схема колійного розвитку станції Голборн

| Попередня станція   | Лінія | Лінія                             | Лінія | Наступна станція |
| ------------------- | ----- | --------------------------------- | ----- | ---------------- |
| Тоттенгем-корт-роуд |       | Лондонське метро Центральна лінія |       | Чансері-лейн     |
| Ковент-гарден       |       | Лондонське метро Лінія Пікаділлі  |       | Рассел-сквер     |